# Баттерсби, Алан Раштон
Алан Раштон Баттерсби (англ. Alan Rushton Battersby; 4 марта 1925 — 10 февраля 2018) — британский химик. Труды в основном посвящены органической химии. Лауреат многих престижных премий.
Член Лондонского королевского общества (1966).

## Карьера
Окончил Манчестерский университет, защитил диссертацию в Сент-Эндрюсском университете. Работал в Сент-Эндрюсском университете, Бристольском университете, Ливерпульском университете, Кембриджском университете.

## Награды и признание
Среди наград:
- 1959 — Премия Кордэй−Моргана[англ.]
- 1977 — Медаль Дэви
- 1977 — Золотая медаль Пауля Каррера[англ.]
- 1984 — Бейкеровская лекция
- 1984 — Королевская медаль
- 1986 — Премия Роберта Робинсона[нем.]
- 1986 — Премия Фельтринелли
- 1987 — Медаль Адольфа Виндауса[нем.]
- 1989 — Премия Вольфа по химии[2]
- 1995 — Tetrahedron Prize[англ.]
- 2000 — Премия Уэлча по химии[англ.]
- 2000 — Медаль Копли.

Член Лондонского королевского общества (1966), Американской академии искусств и наук (1988), Европейской академии (1989), иностранный член Индийской национальной академии наук (1994) и других обществ.